# 哈罗公学
哈罗公校（英語：Harrow School）位于英格蘭大倫敦哈羅，是英国历史悠久的著名的學校之一。它由哈罗当地的一个农民约翰·里昂 (John Lyon) 于1572年创建，最初的目的是为当地的男童提供受教育的机会，但经过几百年的发展与演变，今天的哈罗公学是英国最富盛名的私立学校之一，入读的多为本地区以外的富家子弟。哈罗公学也因此在1870年另外创办了约翰·里昂学校，专门招收当地学生。

## 介紹
哈罗公学招收年龄在13岁至18岁之间的男生，目前大约有800名学生就读，全部为住校生。此外哈罗公学在曼谷还有一所哈罗国际学校，并在坦桑尼亚支持一所当地的学校。哈罗公学在2005年在中国北京开设一所2年制高中，提供英国的A-Level课程。2010年4月，哈羅公學宣佈會在香港開設分校，是全球第4間的分校。哈羅公學香港分校投資額超過七億港元，位於屯門掃管笏，並在2012年8月開校。它是香港第一所寄宿制國際學校。校長及首席營運官為J Mark Hensman。上海哈罗国际学校于2016年8月正式开学，位于上海浦东森兰国际社区，为2岁-18岁外籍与港澳台籍学生提供英式教育，学生从六年级开始可申请寄宿。
维多利亚女王时期是哈罗公学（也是其他英国众多公学）发展的主要时期，英国的海外殖民在此时达到顶峰，大英帝国需要更多受良好教育的绅士们来管理这个庞大的国家。哈罗公学在此期间建造了11间宿舍，规模也迅速扩大。这时的哈罗公学已经成为与伊顿、温切斯特、威斯敏斯特等齐名的学校，当时英国几乎有四分之一的首相来自哈罗。此时期的哈罗以纪律严格著称，在所有的英国公学中首创了学长制、鞭刑等体制。
与许多历史悠久的学校一样，哈罗公学也拥有自己的特殊传统。哈罗最著名的代表是学生的硬草帽，直到今天哈罗学生在上课时还必须戴这样的帽子。另一个特殊的传统是校歌，这在其他类似的公学中也很少见。这些歌曲大多编写于1870年代，其中最著名的一首是《四十年來》（Forty Years On）。歌词内容大多宣扬维多利亚时期的道德观念，但今天它们的主要功能是展现学校的传统与价值，增强凝聚力，很少人会关心这些歌词原本的含义。
哈罗公学的体育活动也很有特点，他们最独特的运动是哈罗足球（Harrow Football），这是一项介于足球和橄榄球之间的运动。另外大多数历史学家认为，壁球最早也起源于哈罗公学。

## 校友
- 拜伦
- 温斯顿·丘吉尔
- 馬爾瑪杜克·比克達爾
- 威廉·福克斯·塔爾博特
- 刘特佐
- 尼赫鲁
- 阿瑟·埃文斯
- 侯赛因
- 费萨尔二世
- 本尼迪克特·康伯巴奇
- 薄瓜瓜
- 尼爾·海伍德

## 属下
- 哈罗北京国际学校
- 哈罗上海国际学校
- 哈羅香港國際學校
- 哈羅曼谷國際學校
- 約翰·里昂學校（英语：John Lyon School）